# Kapela (masyw górski)
Kapela – masyw górski w Chorwacji, na terenie Gorskiego kotaru i Liki.

## Opis
Masyw Kapeli ma długość 100 km i rozciąga się od miejscowości Mrkopalj i Ravnogorskiego polja (północny zachód) do Koreničkiego polja i Jezior Plitwickich (południowy wschód). Jego powierzchnia wynosi 4650 km². Jest zbudowany głównie z dolomitu i wapienia. Występują w nim liczne formy krasowe (m.in. Klek, Bijele stijene, Samarske stijene, Kolovratske stijene). Formacje skalne Bijele stijene i Samarske stijene, zajmujące powierzchnię 5 km², stanowią rezerwat przyrody. Znaczna część Kapeli porośnięta jest przez lasy mieszane (bukowo-jodłowe).
Przełęcz Kapela (887 m n.p.m.) dzieli masyw na dwie części – Wielką Kapelę (chorw. Velika Kapela) i Malą Kapelę. Najwyższym szczytem Wielkiej Kapeli jest Bjelolasica (1536 m n.p.m.), a Malej Kapeli Selički vrh (1279 m n.p.m.).
Dominuje klimat górski. Największa wielkość opadów atmosferycznych występuje w listopadzie i grudniu. Wielkość roczna waha się w przedziale 2000–3500 mm. Lata są krótkie, a zimy długie oraz surowe i śnieżne.
Lokalna gospodarka oparta jest na przemyśle drzewnym i turystyce (narciarstwo na Bjelolasicy).